# Udembia udmurtica
Udembia udmurtica (лат.) — ископаемый вид крылатых насекомых, единственный в составе монотипического рода Udembia из семейства Tillyardembiidae (Cnemidolestodea). Пермский период (Vokhminskaya Formation, Galevo Kostovaty, около 266 млн лет). Россия, Удмуртия (56,9° с.ш., 54,1° в.д.).

## Описание
Мелкие насекомые. Длина переднего крыла около 25 мм. От близких видов отличается особенностями жилкования крыльев. Костальное поле несколько шире, чем субкостальное поле в базальной четверти крыла. Передние ветви жилок SC и R простые и прямые. RS начинается перед вершиной SC. Жилка RS имеет пять ветвей; M двухветвистая. CuA имеет четыре ветви. Вид был впервые описан по отпечаткам в 2018 году российским палеоэнтомологом Даниилом Аристовым (Палеонтологический институт РАН, Москва, Россия). Среди сестринских таксонов: Kamamica, Kungurembia, Paralongzhua, Permedax, Tillyardembia.